# Russische Griechisch-katholische Kirche
Die Russische Griechisch-katholische Kirche ist eine unierte Kirche innerhalb der katholischen Kirche.

## Geschichte
Bis 1905 in Russland verboten, lockerte Nikolaus II. die Religionsgesetze, so dass die kleine Gemeinschaft katholischer Christen nach byzantinischem Ritus geduldet wurde. Diese wurden 1917 im Apostolischen Exarchat von Moskau (Apostolisches Exarchat für die Katholiken des byzantinischen Ritus in Russland) zusammengefasst, welches jedoch schon bald in den Wirren des Kommunismus fast gänzlich vernichtet wurde.
Ein zweites Exarchat, das Apostolische Exarchat Harbin (Apostolisches Exarchat für die Russen des byzantinischen Ritus und alle Katholiken eines orientalischen Ritus in China), wurde am 24. Mai 1928 in der damaligen Republik China errichtet.
Diese beide Diözesen werden zwar im Annuario Pontificio genannt, es gibt aber weder bestellte Seelsorger noch eine Angabe zur Anzahl der Gläubigen.
Um die Ausbildung eines eigenen Klerus zu gewährleisten, wurde 1929 in Rom das Russicum begründet, das unter der Aufsicht der Jesuiten steht und Missionare in diese Gebiete aussenden soll.
2004 ernannte Papst Johannes Paul II. den Jesuiten Joseph Werth zum Ordinarius für die Katholiken des byzantinischen Ritus in Russland.

## Gemeinden
Nach vatikanischen Angaben sind heute in Russland 29 katholische Pfarreien des byzantinischen Ritus mit etwa 3000 Gläubigen aktiv.
- Russland
  - Moskau: Gemeinde zu Ehren des Heiligen Metropoliten Philip
  - Sankt Petersburg: Heilig-Kreuz-Gemeinde und St. Michael Gemeinde
  - Sargatskoje: St. Cyril Gemeinde
  - Nischnewartowsk: Griechisch-katholische Gemeinde zum Heiligen Nikolaus
- China
- USA
  - New York City: St. Michael’s Russian Catholic Chapel
  - San Francisco: Our Lady of Fatima Byzantine Catholic Church
  - Denver: Sts. Cyril and Methodius Russian Catholic Community
  - El Segundo: St. Andrew’s Russian Greek Catholic Church
- Frankreich
  - Paris: Eglise de la Sainte-Trinité
  - Meudon
  - Lyon: Paroisse catholique de rite byzantin Saint-Irénée
- Italien
  - Rom: Monastero Russo Uspenskij und Sant’Antonio Abate all’Esquilino
  - Mailand: Centro Studi Russia Cristiana
- Deutschland
  - Berlin: Gemeinde zum Heiligen Nikolaus
  - München: Russische Griechisch-katholische Kapelle Hl. Nikolaus und Sel. Leonid
- Andere Länder
  - Dublin, Republik Irland: Community of St. John Chrysostom
  - Melbourne, Australien
  - Brasilien
  - Buenos Aires, Argentinien
  - Singapur